# Шине-Ідер
Шине-Ідер (монг. Шинэ-Идэр) — сомон аймаку Хувсгел, Монголія. Площа 2053,6. км², населення 3433 чол. Центр сомону селище Ерденет. 